# سامبا لله دیبا
سامبا لله دیبا (انگلیسی: Samba Lélé Diba؛ زادهٔ ۲۴ دسامبر ۲۰۰۳) بازیکن فوتبال اهل سنگال است که در حال حاضر برای باشگاه فوتبال سروت بازی می‌کند. 
وی همچنین در تیم‌های ملی فوتبال زیر ۲۳ سال سنگال و سنگال بازی کرده است.